# Faber Lake
Der Faber Lake ist ein See in den Nordwest-Territorien Kanadas.

## Lage
Der Faber Lake befindet sich in einer Tundralandschaft im Norden Kanadas. Er liegt zwischen den beiden großen Seen Großer Sklavensee und Großer Bärensee mit einem Abstand von 140 km bzw. 190 km. 50 km südwestlich des Faber Lake befindet sich der etwas größere See Lac la Martre. Der Faber Lake wird vom Camsell River durchflossen und zum nördlich gelegenen Hottah Lake und weiter zum Großen Bärensee hin entwässert. Die Wasserfläche beträgt 416 km², die Gesamtfläche einschließlich Inseln 439 km². Der See misst in Nord-Süd-Richtung 29 km, in Ost-West-Richtung 23 km.